# Пакеєв Альберт Олександрович
Альберт Олександрович Пакеєв (рос. Альбе́рт Алекса́ндрович Паке́ев, нар. 4 липня 1968) — російський боксер-любитель, бронзовий призер Олімпійських ігор 1996 року, чемпіон Європи. Заслужений майстер спорту Росії з боксу.

## Біографія
Альберт Пакеєв народився 4 липня 1968 року в місті Усольє-Сибірське, Іркутська область. З дитинства займався різними видами спорту, але вирішив зупинитися на боксі. Підготовку проходив у місцевій дитячо-юнацькій школі № 1. Тренувався під керівництвом Михайла Берка. Згодом тренувався в Іркутську в спортивному клубі «Динамо» у Анатолія Катасова.
Перший успіх прийшов до спортсмена у 1985 році, здобувши перемогу на юнацькому чемпіонаті СРСР. У 1988 році став чемпіоном СРСР, здолавши усіх суперників у найлегшій ваговій категорії.
Найбільшого успіху спортсмен добився у 1996 році. На чемпіонаті Європи, що проходив у данському місті Вайле, він здолав усіх своїх суперників, та став чемпіоном. Вдалі виступи дали Пакеєву можливість представити Росію на Олімпійських іграх в Атланті. Після двох виграних стартових поєдинків, зустрівся на стадії чвертьфіналів з колумбійським боксером Данієлем Реєсом. Бій виявився дуже рівним, та завершився з рахунком 13-13. Судді віддали перевагу російському боксеру, таким чином Пакеєв вийшов у півфінал, та гарантував собі медаль змагань. У півфіналі програв кубинцю Маікро Ромеро, ставши бронзовим призером. За це досягнення спортсмен був нагороджений званням Заслуженого майстра спорту Росії.
Після цього зробив перерву в змаганнях. Пробував пройти кваліфікації на Олімпійські ігри 2000 року, але через велику конкуренцію в збірній Росії, зробити це йому не вдалося. Невдовзі після цього завершив спортивну кар'єру та почав працювати тренером по боксу в іркутському спортивному клубі «Динамо».

## Любительська кар'єра
Олімпійські ігри 1996 
- 1/16 фіналу. Переміг Річарда Суне (Мавританія) 8-1
- 1/8 фіналу. Переміг Боніфаса Мукула (Замбія) 13-4
- 1/4 фіналу. Переміг Даніеля Реєса (Колумбія) 13-13
- 1/2 фіналу. Програв Маікро Ромеро (Куба) 6-12